# 倉多爽平
倉多 爽平（くらた そうへい、1931年4月2日 - ）は、日本の元俳優。福島県双葉郡広野町出身。日本歯科大学出身。父は詩人・医師の額賀誠志。妻は女優の瞳麗子。長男はプロゴルファー額賀靖生。長女は歌手の弘妃由美。
倉田順、倉田爽平名義で活動していた時期もある。

## 所属などの経歴
- 日本テレビ
- 東映京都撮影所
- 松竹京都撮影所
- 文芸プロダクションにんじんくらぶ
- 劇団欅
- 劇団昴

## 出演作品

### 舞台
- 「億万長者夫人」
- 「お気に召すまま」
- 「ベニスの商人」
- 「ドンキホーテ日本に現わる」

### テレビドラマ
- 火曜日の女シリーズ「人喰い」（1970年、NTV）
- 鬼平犯科帳 第1シリーズ 第38話「敵（かたき）」（1970年、NET / 東宝） - 福造
- 快傑ライオン丸
- 帰ってきたウルトラマン 第8話「怪獣時限爆弾」（1971年） - ダイナマイト工場主任
- 大江戸捜査網 第62話「恋と喧嘩の七変化」（1972年、東京12チャンネル / 日活） - 出っ歯
- 風
- 河童の三平 妖怪大作戦
- 新・荒野の素浪人
- 平四郎危機一発
- 正茂君罷り通る（日本テレビ）
- 七人の刑事（TBS）

### 映画
- 浪曲国定忠治 赤城の子守唄（東映）
- 血煙り信州路（東映）
- 竜虎八天狗
- 屋根裏の散歩者
- 帰らぬひと
- 天皇の世紀
- 第三捜査命令
- 青空街道
- 浪曲権三と助十 ゆうれい駕篭
- 敵は本能寺にあり（松竹）
- あんみつ姫の武者修業（松竹）

### アニメ
- 日本誕生